# Acoustic Classics
Acoustic Classics je patnácté sólové studiové album anglického kytaristy a zpěváka Richarda Thompsona, vydané v roce 2014 hudebním vydavatelstvím Beeswing Records. Skládá se ze čtrnáctí akustických verzí jeho starších písní.

## Seznam skladeb
Autorem všech skladeb je Richard Thompson, krom písně „Persuasion“, jenž napsal společně s Timem Finnem.
| Pořadí | Název                                   | Délka |
| ------ | --------------------------------------- | ----- |
| 1.     | I Want to See the Bright Lights Tonight | 2:57  |
| 2.     | Walking on a Wire                       | 3:53  |
| 3.     | Wall of Death                           | 3:23  |
| 4.     | Down Where the Drunkards Roll           | 4:05  |
| 5.     | One Door Opens                          | 3:46  |
| 6.     | Persuasion                              | 3:54  |
| 7.     | 1952 Vincent Black Lightning            | 5:12  |
| 8.     | I Misunderstood                         | 3:57  |
| 9.     | From Galway to Graceland                | 3:30  |
| 10.    | Valerie                                 | 4:24  |
| 11.    | Shoot Out the Lights                    | 4:17  |
| 12.    | Beeswing                                | 5:43  |
| 13.    | When the Spell Is Broken                | 4:20  |
| 14.    | Dimming of the Day                      | 3:19  |

## Obsazení
- Richard Thompson – zpěv, kytara